# Sympherobius domesticus
Sympherobius domesticus är en insektsart som beskrevs av Nakahara 1954. Sympherobius domesticus ingår i släktet Sympherobius och familjen florsländor. Inga underarter finns listade i Catalogue of Life.